# Margret Hafen
Margret Hafen (* 26. September 1946 in Oberstdorf) ist eine ehemalige deutsche Skirennläuferin.
Ihre Stärke war der Abfahrtslauf. Sie wurde Siebte bei den Alpinen Skiweltmeisterschaften 1970. Im gleichen Jahr gewann sie die Deutsche Meisterschaft in der Abfahrt und wiederholte dies im Jahr darauf. Außerdem konnte Margret Hafen dreimal Deutsche Vizemeisterin werden. Sie nahm an den Olympischen Spielen 1968 teil, wurde in der Abfahrt 19. noch vor Rosi Mittermaier und 18. im Riesenslalom.